# Georges Maton
Georges Arnould Maton (26 de outubro de 1913 — 6 de julho de 1998) foi um ciclista francês de ciclismo de pista, ativo durante os anos 30 do século XX. Participou nos Jogos Olímpicos de Verão de 1936 em Berlim, onde conquistou a medalha de bronze na prova tandem, formando par com Pierre Georget.